# Corixoidea
Super-famille
Les Corixoidea sont une super-famille d'insectes hémiptères du sous-ordre des hétéroptères (punaises) aquatiques.

## Systématique
Les Corixoidea sont reconnus comme le groupe-frère des Tripartita au sein d'un clade qui regroupe tous les Nepomorpha à l'exception des Nepoidea. La monophylie de cette super-famille a été confirmée par plusieurs études. Selon les auteurs, cette sous-famille contient une à trois familles, selon le statut conféré à deux anciennes sous-familles des Corixidae, les Diaprepocorinae et les Micronectinae, qu'elles soient considérées ou non comme des familles à part entière.
L'ensemble représente environ 35 genres et plus de 600 espèces. 

### Liste des familles
Selon ITIS (12 mai 2019) :
- famille des Corixidae Leach, 1815
- famille des Micronectidae Jaczewski, 1924

Selon Ye et al., il faut ajouter également une famille issue d'une sous-famille des Corixidae:
- famille des Diaprepocoridae Lundblad, 1928

Selon BioLib (2 avril 2022), il faut mentionner également une famille fossile : 
- famille des †Shurabellidae Popov, 1971

### Position phylogénétique
La position des Corixoidea au sein des Nepomorpha serait, selon Ye et al., la suivante: 
- Nepomorpha
  - Nepoidea
  - Autres Nepomorpha
    - Corixoidea
      - Diaprepocoridae
      - 
        - Micronectidae
        - Corixidae

    - Tripartita (Ochteroidea + Pleoidea + Notonectoidea + Naucoroidea)